# 乔尔·卡罗尔
乔尔·卡罗尔（英語：Joel Carroll，1986年9月11日—），来自北领地，澳大利亚前男子曲棍球运动员。他曾代表澳大利亚国家队参加2012年夏季奥林匹克运动会曲棍球比赛，获得一枚铜牌。